# Aethaloida packardaria
Aethaloida packardaria là một loài bướm đêm trong họ Geometridae.